# Maurice Brugnon
Maurice Brugnon est un homme politique français, né le 7 mai 1909 à Saint-Michel (Aisne) et mort le 21 août 1997 à l'âge de 88 ans.
Il a été membre du Parti socialiste et de la FGDS.

## Biographie
Fils de domestiques de ferme, Maurice Brugnon obtient son certificat d'études et réussit à poursuivre ses études. Après l'école normale, à 19 ans, il commence à enseigner comme instituteur dans sa commune natale puis à Watigny. Avec la guerre, il est enrôlé dans l'armée. Il est fait prisonnier à Dunkerque mais il s'évade et revient à Watigny. Il s'engage dans la résistance locale. Après la guerre, il devient directeur d'école à Laon en 1946. En 1964, il prend sa retraite et il rentre à Saint-Michel. La même année, il devient conseiller général du canton d'Hirson puis maire de Saint-Michel en 1965. En 1967, il est élu député de la troisième circonscription du département et il le demeure jusqu'en 1981. Il se spécialise dans les questions d'enseignement, de transport fluvial et d'industrie agro-alimentaire. Il ne se représente pas pour un nouveau mandat de conseiller général en 1988 et il démissionne de son poste de maire de Saint-Michel en 1991. Il meurt le 21 août 1997 à l'âge de 88 ans.

## Mandats électifs
- Conseiller municipal et maire de Saint Michel: 1965 - 1991
- Conseiller général du canton d'Hirson: 1964 - 1988
- Député de la troisième circonscription de l'Aisne: 1967 - 01/07/1981